# Martin Richards
Martin „Marty“ Richards (* 11. März 1932 als Morton Richard Klein; † 26. November 2012) war ein US-amerikanischer Produzent von Musicals und Spielfilmen.

## Leben
Seit den frühen 1970er Jahren arbeitete Richards als Produzent von Filmen, Theaterstücken und insbesondere Musicals. Zu den bekanntesten Inszenierungen, an denen er mitarbeitete, gehörten etwa die Broadwayaufführungen Chicago (1975–1978), Sweeney Todd (1979–1980), La Cage aux Folles (1983–1987) oder Grand Hotel (1989–1992). Für zahlreiche seiner Produktionen wurde er mit den wichtigen Theaterpreisen Tony Award und Drama Desk Award ausgezeichnet.
Sein größter Erfolg war das Filmmusical Chicago aus dem Jahr 2002. Richards gewann dafür einen Oscar in der Kategorie Bester Film. Der Film wurde insgesamt in 13 Kategorien nominiert und gewann sechs Preise. Bei den Golden Globe Awards 2003 war der Film acht Mal nominiert und gewann drei Trophäen, darunter den Preis in der Kategorie Bester Film – Komödie oder Musical für die beste Produktion.

## Filmografie
- 1971: Some of My Best Friends Are
- 1973: Fun and Games
- 1976: L’image
- 1978: The Boys from Brazil
- 1980: Shining (Associate Producer)
- 1981: The Bronx
- 2002: Chicago

## Auszeichnungen und Nominierungen
Oscar
- 2003: Gewinner in der Kategorie Bester Film für Chicago

Golden Globe Award
- 2003: Gewinner in der Kategorie Bester Film – Komödie oder Musical für Chicago

Tony Award
- 1978: Nominierung in der Kategorie Bestes Musical für On the Twentieth Century
- 1979: Gewinner in der Kategorie Bestes Musical für Sweeney Todd
- 1982: Nominierung in der Kategorie Bestes Theaterstück für Crimes of the Heart
- 1984: Gewinner in der Kategorie Bestes Musical für La Cage aux Folles
- 1985: Nominierung in der Kategorie Bestes Musical für Grind
- 1990: Nominierung in der Kategorie Bestes Musical für Grand Hotel
- 1991: Gewinner in der Kategorie Bestes Musical für The Will Rogers Follies
- 1997: Nominierung in der Kategorie Bestes Musical für The Life
- 2002: Nominierung in der Kategorie Bestes Musical für Sweet Smell of Success
- 2005: Gewinner in der Kategorie Beste Wiederaufnahme eines Musicals für La Cage aux Folles

Drama Desk Award
- 1976: Gewinner in der Kategorie Unique Theatrical Experience für The Norman Conquests – Table Manners
- 1976: Gewinner in der Kategorie Unique Theatrical Experience für Norman Conquests – Round and Round the Garden
- 1976: Gewinner in der Kategorie Unique Theatrical Experience für The Norman Conquests – Living Together
- 1979: Gewinner in der Kategorie Outstanding Musical für Sweeney Todd
- 1981: Nominierung in der Kategorie Outstanding New Play für Crimes of the Heart
- 1984: Nominierung in der Kategorie Outstanding Musical für La Cage aux Folles
- 1990: Nominierung in der Kategorie Outstanding Musical für Grand Hotel
- 1991: Gewinner in der Kategorie Outstanding Musical für The Will Rogers Follies
- 1997: Gewinner in der Kategorie Outstanding New Musical für The Life
- 2002: Nominierung in der Kategorie Outstanding New Musical für Sweet Smell of Success
- 2005: Gewinner in der Kategorie Outstanding Revival of a Musical für La Cage aux Folles